# Chiesa dello Spirito Santo (Grugliasco)
La chiesa dello Spirito Santo è un edificio di culto cattolico nel comune di Grugliasco, in area metropolitana di Torino. Ubicato nella frazione Gerbido, si trova distante pochi metri dal confine col quartiere di Torino Mirafiori Nord. La sua parrocchia fa parte dell'arcidiocesi di Torino.

## Storia
Una prima cappella fu edificata probabilmente nella seconda metà del XVI secolo; all'inizio di quello successivo, essa venne sostituita da una più grande (l'attuale), col campanile.
La signora Isabella Bigino nominò la cappella come sua erede universale, lasciando nel testamento fondi per la chiesa.
Tra il 1984 e il 1987 l'edificio è stato ampliato e restaurato.

## Descrizione
Sulla facciata in mattoni a vista, un'epigrafe riporta i nomi dei gerbidesi caduti nella Grande guerra, sottostata da un'altra, minore, con quelli di due abitanti periti nel successivo conflitto mondiale. Una meridiana sormonta il portale.
L'interno presenta una singola navata a pianta rettangolare, dalle volte a crociera, che la suddividono in tre campate. Il disegno di un pulpito è attribuito a Filippo Juvarra.